# Bactria vagator
Bactria vagator är en tvåvingeart som först beskrevs av Christian Rudolph Wilhelm Wiedemann 1828.  Bactria vagator ingår i släktet Bactria och familjen rovflugor. Inga underarter finns listade i Catalogue of Life.